# Sidi Maarouf
Sidi Marouf là một đô thị thuộc tỉnh Jijel, Algérie. Dân số thời điểm năm 2002 là 19.314 người.